# Walter von Reichenau
Walther von Reichenau (16. august 1884 – 17. januar 1942) var en tysk general under 2. verdenskrig. Han kæmpede både på Vest- og Østfronten. Han kommanderede styrkerne, som erobrede Kijev og Kharkov i 1941.
Reichenau var ivrig nationalsocialist og var også kendt som en af den tyske hærs mest udtalte antisemitter. I felttoget mod Sovjetunionen gjorde han sig skyldig i krigsforbrydelser mod både sovjetiske soldater og civilbefolkningen. Kendt er massakren i Babij Jar.
Han omkom i forbindelse med et flystyrt.